# Lieder ohne Worte (Mendelssohn)

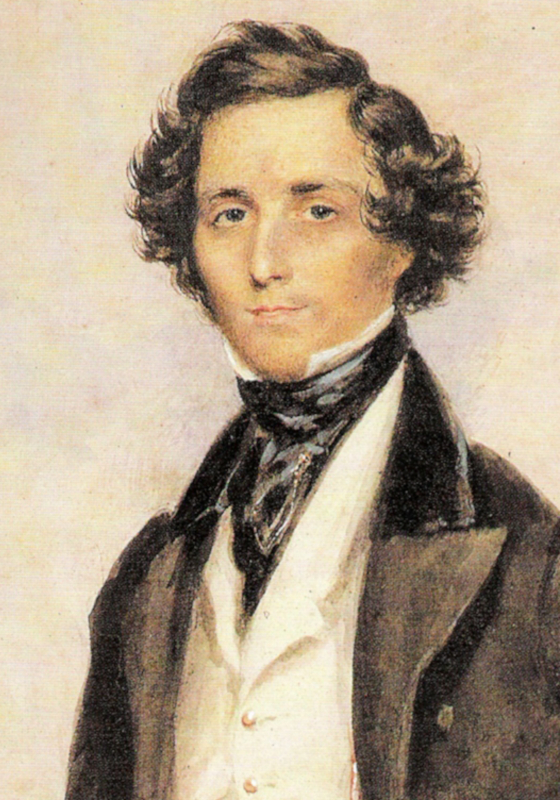
Mendelssohn in 1839

Lieder ohne Worte (Duits voor liederen zonder woorden) is een serie pianowerken van componist Felix Mendelssohn Bartholdy, die ontstond over een langere periode tussen 1832 en 1845.

## Kenschets
De Lieder ohne Worte zijn eigenlijk pianostukken waarin een gezongen melodie op de piano door zichzelf begeleid gespeeld wordt. Er is geen tekst en geen zanger behalve de pianist, en de romantische inslag van het genre laat aan de verbeelding van de luisteraar over wat de inhoud is. De liederen zijn relatief kort en beslaan elk tussen de 1 en 5 pagina's gedrukte muziek. De vorm van bijna alle stukken is gebaseerd op het coupletlied met A-B-A structuur.
De stukken zijn relatief eenvoudig, en werden al snel tijdens Mendelssohns leven uitgevoerd door diens leerlingen, door amateurpianisten en soms in concerten. Het zijn stukken met sentimenteel-weemoedige inslag, en de meeste stukken staan in de eenvoudigere toonsoorten tot hooguit 4 kruisen of mollen, zodat ook de amateurs zich aan een groot aantal ervan konden wagen.
Mendelssohn schreef in een brief van 10 oktober 1842 vanuit Berlijn aan zijn Duitse uitgever Simrock in Bonn, als reactie op de ontvangen honorering van de uitgifte van cahier op. 53 waarvoor hij 60 Louis d'Or ontving:
Als ik ooit door een brief aangenaam verrast was, dan was het wel door die van U die ik gisteren ontving: ... het belangrijke geschenk dat U voor mij maakt van mijn Lieder ohne Worte - ik weet werkelijk niet hoe ik moet beginnen U daarvoor voldoende te bedanken.
Over het genre zelf schreef Mendelssohn ooit dat, zelfs wanneer aan een Lied ohne Worte een poëtische liedtekst ten grondslag heeft gelegen, het geen zin heeft die te onthullen omdat muziek de gevoelens veel preciezer weet te raken dan de met dubbelzinnigheden belaste taal: "muziek vervult de ziel duizend keer beter dan woorden".

## Ontstaansgeschiedenis
De Lieder ohne Worte is het resultaat van diverse losse uitgaven, die Mendelssohn aan uitgevers aanbood als setjes met steeds 6 pianowerken met een saloneske inslag. De titel werd pas vanaf opus 30 gehanteerd.
Het eerste cahier met werken (opus 19b) verscheen in augustus 1832, eerst bij de Engelse uitgever Novello in Londen, onder de titel "Original Melodies". Mendelssohn had deze set aanvankelijk in januari 1832 in een brief aan uitgeverij Simrock "Romanzen für's Pianoforte" genoemd, en in een brief van 15 juni 1832 als "Clavierstücken". In die brief noemt Mendelssohn ze ook voor het eerst "Lieder ohne Worte", en deze titel werd later zo bekend dat ze ook vanaf opus 30 op de titelbladen van de Engelse uitgaven prijkt.
De verschillende cahiers werden op onregelmatige afstand van elkaar uitgegeven (1832-1833, 1835, 1837, 1841, 1844 en 1845). Opus 85 en 102 werden respectievelijk pas in 1851 en 1868 uitgegeven, na de dood van de componist. De postuum uitgegeven stukken waren door Mendelssohn in een schrift met enige andere stukken genoteerd, en waarschijnlijk vond de componist ze niet erg geschikt voor publicatie.
De indeling in groepen van steeds zes pianostukken per cahier heeft Mendelssohn gerealiseerd door steeds zes stukken uit zijn 'archief' bijeen te selecteren. Dat deze keuzes niet 100% vast lagen blijkt uit het feit dat hij voor op. 85 nr. 6, op. 30 nr. 4 en op. 102 nr. 2 ook alternatieve versies had geschreven. Ook heeft Mendelssohn bij leven de druk van de uitgaven begeleid en veranderingen laten doorvoeren in de uitgaven.
De poëtische subtitels die sommige uitgaven bij elk pianostuk geven zijn niet van Mendelssohns hand.

## Indeling

### Opus 19 (uitgegeven in 1832)
1. Andante con moto (E-gr)
2. Andante espressivo (a-kl)
3. Molto Allegro e vivace (A-gr)
4. Moderato (A-gr)
5. Piano agitato (fis-kl naar Fis-gr)
6. Venetianisches Gondellied, Andante sostenuto (g-kl)

### Opus 30 (uitgegeven in 1835)
Deze serie werd opgedragen aan Elise von Woringen.
1. Andante espressivo (Es-gr)
2. Allegro di molto (bes-kl naar Bes-gr)
3. Adagio non troppo (E-gr)
4. Agitato e con fuoco (b-kl) (in de Duitse eerste druk, er is een andere versie van ditzelfde stuk in de Engelse eerste druk)
5. Andante grazioso (D-gr)
6. Venetianisches Gondellied, Allegretto tranquillo (fis-kl)

### Opus 38 (uitgegeven in 1837)
Dit cahier is opgedragen aan Rosa von Woringen.
1. Con moto (Es-gr)
2. Allegro non troppo (c-kl)
3. Presto e molto vivace (E-gr)
4. Andante (A-gr)
5. Agitato (a-kl)
6. Duetto, Andante con moto (As-gr)

### Opus 53 (uitgegeven in 1841)
Opgedragen aan Sophie Horsley.
1. Andante con moto (As-gr)
2. Allegro non troppo (Es-gr)
3. Presto agitato (g-kl)
4. Adagio (F-gr)
5. Volkslied, Allegro con fuoco (a-kl)
6. Molto Allegro vivace (A-gr)

### Opus 62 (uitgegeven in 1844)
Opgedragen aan Clara Schumann geb. Wieck.
1. Andante espressivo (G-gr)
2. Allegro con fuoco (Bes-gr)
3. Andante maestoso (e-kl)
4. Allegro con anima (G-gr)
5. Venetianisches Gondellied, Andante con moto (a-kl naar A-gr)
6. Allegretto grazioso (A-gr) Frühlingslied

### Opus 67 (uitgegeven in 1845)
Opgedragen aan Sophie Rosen.
1. Andante (Es-gr)
2. Allegro leggiero (fis-kl)
3. Andante tranquillo (Bes-gr)
4. Presto (C-gr)
5. Moderato (b-kl)
6. Allegretto non troppo (E-gr)

### Opus 85 (uitgegeven in 1851)
1. Andante espressivo (F-gr)
2. Allegro agitato (a-kl)
3. Presto (Es-gr)
4. Andante sostenuto (D-gr)
5. Allegretto (A-gr)
6. Allegretto con moto (Bes-gr) (de Duitse eerste druk, er is een andere versie van hetzelfde stuk in een afschrift van Carl Klingemann)

### Opus 102 (uitgegeven in 1868)
1. Andante, un poco agitato (e-kl)
2. Adagio (D-gr) (in de Duitse eerste druk, er is ook een latere autograafversie uitgegeven)
3. Presto (C-gr)
4. Andante un poco agitato (g-kl)
5. Allegro vivace (A-gr)
6. Andante (C-gr)

### Zonder opusnummer
- Reiterlied (d-kl) (gecomponeerd 1844/45)

## Partituren
De bladmuziek van de Lieder ohne Worte is gratis te downloaden vanaf IMSLP.